# ツール・ド・フランス1920
ツール・ド・フランス1920は、ツール・ド・フランスとしては14回目の大会。1920年6月27日から7月25日まで、全15ステージ、全行程5519kmで行われた。ベルギーのフィリップ・ティスが、大会史上最多の3度目の総合優勝を果たした。

## 総合成績
| 順位 | 選手名                 | 国籍     | 時間            |
| ---- | ---------------------- | -------- | --------------- |
| 1    | フィリップ・ティス     | ベルギー | 228時間36分13秒 |
| 2    | エクトール・ウースガン | ベルギー | +57分21秒       |
| 3    | フィルマン・ランボー   | ベルギー | +1時間39分35秒  |
| 4    | レオン・シウール       | ベルギー | +1時間44分58秒  |
| 5    | エミール・マソン       | フランス | +2時間56分52秒  |
| 6    | ルイ・ウースガン       | ベルギー | +3時間40分47秒  |
| 7    | ジャン・ロシユ         | ベルギー | +3時間46分55秒  |
| 8    | オノーレ・バルテレミ   | フランス | +5時間35分19秒  |
| 9    | フェリックス・ゴエタル | フランス | +9時間23分07秒  |
| 10   | ジョセフ・ファンダール | ベルギー | +10時間45分41秒 |

### マイヨ・ジョーヌ保持者
| 選手名             | 国籍     | 首位区間 |
| ------------------ | -------- | -------- |
| ルイ・モティア     | ベルギー | 第1      |
| フィリップ・ティス | ベルギー | 第2-最終 |